# Natasha Rothwell
Natasha Rothwell (Wichita (Kansas), 18 oktober 1980) is een Amerikaanse actrice, schrijfster en komiek. 
Rothwell volgde een opleiding aan het Ithaca College en de Universiteit van Maryland, College Park. Als schrijfster was ze actief voor het televisieprogramma Saturday Night Live in het seizoen 2014-2015. Ook schreef ze mee aan de HBO televisieserie Insecure 2016-heden. In 2020 werd ze genomineerd voor een Primetime Emmy Award voor beste komedieserie als begeleidend producente voor Insecure.

## Filmografie

### Film
| Jaar | Titel                | Rol              | Opmerkingen |
| ---- | -------------------- | ---------------- | ----------- |
| 2015 | A Year and Change    | Angie            |             |
| 2018 | Love, Simon          | Mevrouw Albright |             |
| 2019 | Wyrm                 | V.P. Lister      |             |
| 2020 | Like a Boss          | Jill             |             |
| 2020 | Sonic the Hedgehog   | Rachel           |             |
| 2020 | Wonder Woman 1984    | Carol            |             |
| 2022 | Sonic the Hedgehog 2 | Rachel           |             |
| 2023 | Wish                 | Sakina           | Stem        |
| 2023 | Wonka                | Piper Benz       |             |
| 2024 | Sonic the Hedgehog 3 | Rachel           |             |

### Televisie
| Jaar       | Titel                            | Rol                   | Opmerkingen                                                |
| ---------- | -------------------------------- | --------------------- | ---------------------------------------------------------- |
| 2011       | NeighborBoyUCB                   | Diverse rollen        |                                                            |
| 2013       | CollegeHumor Originals           | Verpleegster          | 1 aflevering                                               |
| 2013–14    | UCB Comedy Originals             | Oprah                 | Ook schrijfster, 23 aflevering                             |
| 2014       | Royal Pains                      | Tamara                | 1 aflevering                                               |
| 2014–15    | Saturday Night Live              |                       | Schrijfster, 21 afleveringen                               |
| 2015       | Snarky Sidekick                  | Dokter                | 1 aflevering                                               |
| 2015       | Clench and Release               | Apotheker             | 1 aflevering                                               |
| 2016       | Search Party                     | Echte vrouw           | 1 aflevering                                               |
| 2016       | Netflix Presents: The Characters | Diverse personages    | Ook schrijfster en uitvoerend producente, 1 aflevering     |
| 2016–heden | Insecure                         | Kelli                 | Ook schrijfster en begeleidend producente, 25 afleveringen |
| 2017       | BoJack Horseman                  | Clemelia Bloodsworth  | 1 aflevering                                               |
| 2017       | Brooklyn Nine-Nine               | Delia Alvarado        | 1 aflevering                                               |
| 2018–heden | DuckTales                        | Zan Owlson (stem)     | 6 afleveringen                                             |
| 2019       | Star vs. the Forces of Evil      | Additionele stemmen   | 2 afleveringen                                             |
| 2019       | A Black Lady Sketch Show         | Pearlina Teatree      | 1 aflevering                                               |
| 2019       | Bob's Burgers                    | Brandweervrouw (stem) | 1 aflevering                                               |
| 2020       | Love, Victor                     | Mevrouw Albright      | 1 aflevering                                               |
| 2020       | Baby Shark's Big Show!           | Mommy Shark (stem)    | 1 aflevering                                               |